# El Salvador ai Giochi della XXV Olimpiade
El Salvador partecipò ai Giochi della XXV Olimpiade, svoltisi a Barcellona, Spagna, dal 25 luglio al 9 agosto 1992, con una delegazione di 4 atleti impegnati in tre discipline.